# René Rodolfo Ríos Boettiger

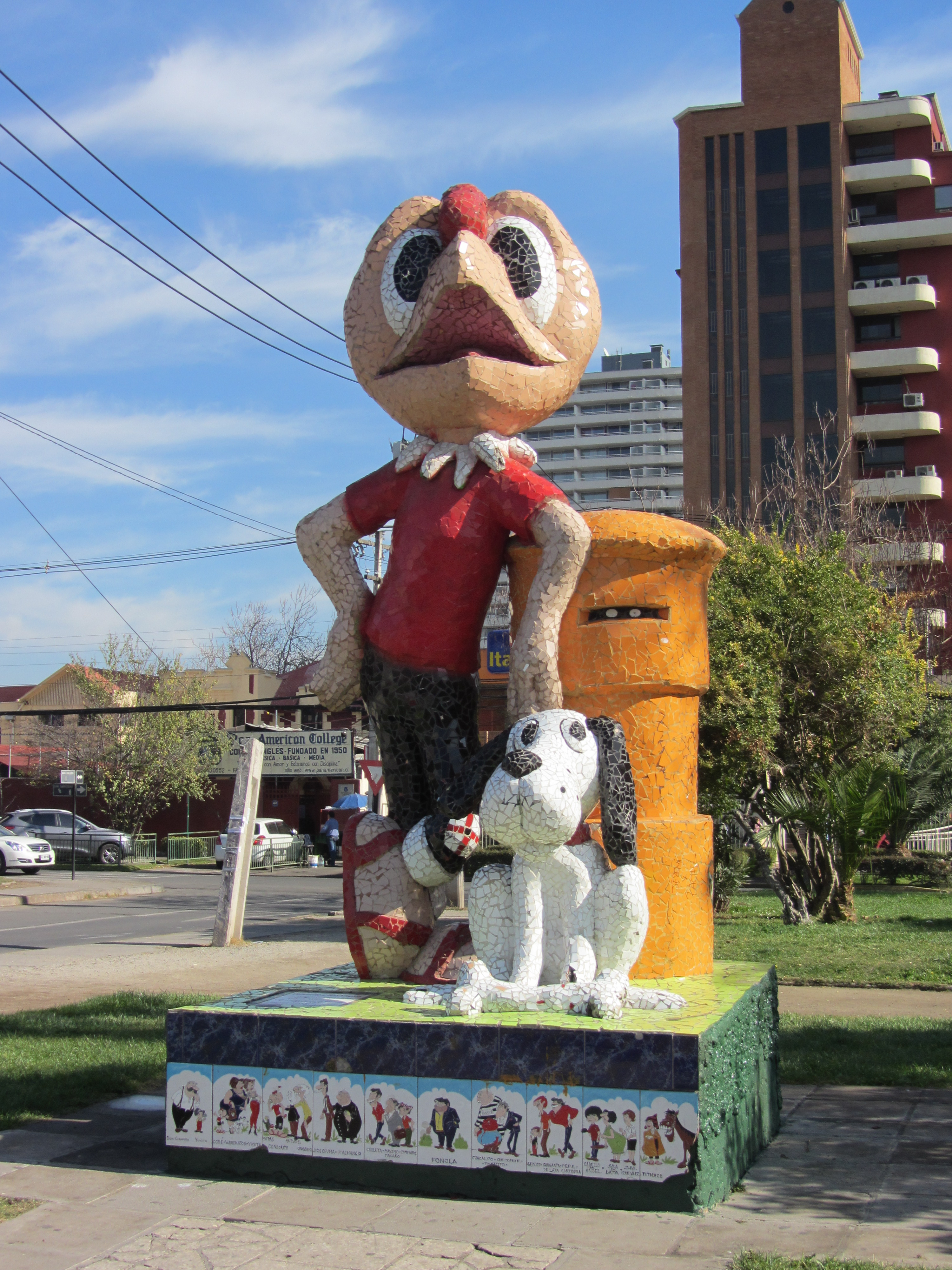
Condorito

René Rodolfo Ríos Boettiger   (Concepción, 15 de desembre de 1911 - Santiago de Xile, 14 de juliol de 2000) conegut com Pepo va ser un historietista xilè, creador del personatge Condorito.

## Biografia
Era el fill gran del matrimoni d'Amanda Boettiger Krause i el metge René Ríos Guzmán.
René Ríos Boettiger va sentir des de petit una vocació per al dibuix i li donava aquesta recomanació als nens: “per al dibuix cal una cultura general àmplia, cal tenir coneixements d'història, psicologia, arquitectura. No n'hi ha prou de saber inventar diàlegs. . .".
Va publicar la seva primera caricatura als 7 anys al diari El Sur de Concepción. Animat pel seu pare, va seguir amb els seus dibuixos fins a realitzar la seva primera exposició, als 10 anys, a la confiteria Palet de la seva ciutat.
Va estudiar al Col·legi Alemany de Concepción i al Liceo de Hombres de Concepción, i va ingressar a la Universitat de Concepción per estudiar medicina, però després de dos anys es va retirar de la carrera, ja que sentia una vocació cap al dibuix.

### Caricatures polítiques

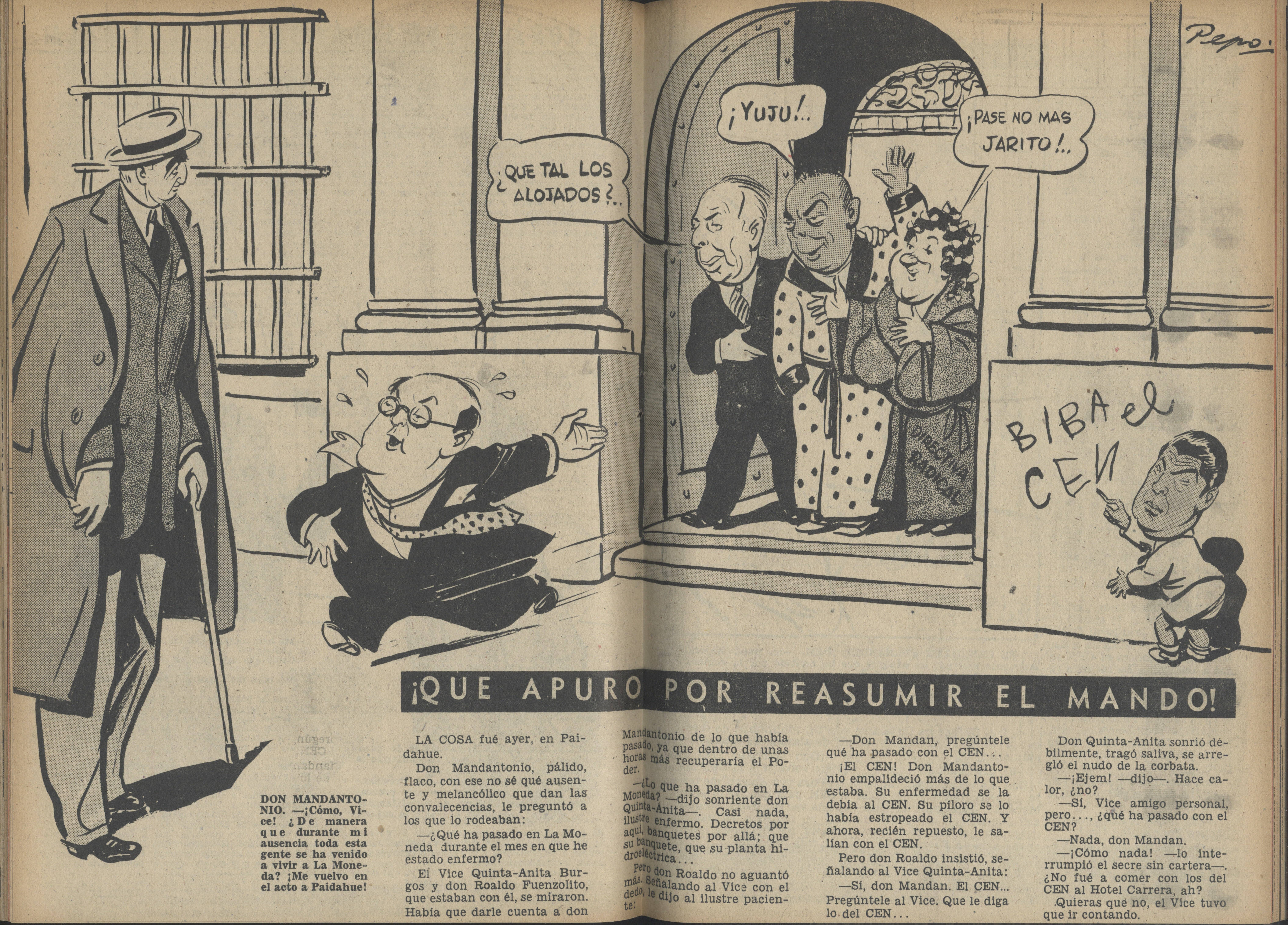
Caricatura de Pepo del President Juan Antonio Ríos, publicada a la revista Topaze (1945).

El 1932 es va traslladar a Santiago, on va estudiar a l'Escola de Belles Arts. Aquell any es va integrar com a dibuixant a la revista satírica Topaze, on va començar a destacar com un hàbil i agut caricaturista de la realitat política.
El 1935 va adoptar el pseudònim de Pepo perquè en la seva infantesa era tan gros que semblava una pipa. Va començar a treballar per a la revista de la tira còmica El Jefe, amb no més de quatre vinyetes, on representava el seu propi oncle, el president Juan Antonio Ríos, la que va ser qualificada com la primera tira còmica política xilena. Després va fer la tira còmica de Don Gabito, que representava el president Gabriel González Videla. A més, va caricaturitzar com a Don Pedrito el president Pedro Aguirre Cerda i també va caricaturitzar Carlos Ibáñez del Campo com a "Don Sonámbulo".
El 1946 va crear i dirigir la historieta picaresca Pobre Diablo on es van crear personatges com Don Rodrigo i Viborita. Va col·laborar en moltes altres revistes (Can Can, Oca, El Peneca, El Pingüino, El Saquero, Pichanga, Pobre Diablo, etcètera) i va fer també diversos treballs publicitaris.

### NeixCondorito
El 6 d'agost de 1949 va crear a "Condorito ", el seu personatge més conegut. En la pel·lícula Saludos amigos de Walt Disney, destinada a guanyar-se al públic llatinoamericà, apareixia un personatge que representava a Xile, l'"Avió Pedrito", que no va agradar gens a Ríos. Considerant que el còndor resultava el símbol més adequat del país andí, va crear com a resposta a Disney el personatge de Condorito. La seva primera historieta de Condorito va ser publicava al primer número de la revista Okey, propietat de l'Editorial Zig-Zag, el 6 d'agost de 1949. S'hi representava Condorito com un personatge rural que arribava a la ciutat, en el context on la migració rural al país augmentava; era astut, enginyós i murri. El personatge es va publicar a 13 països incloent Espanya i els Estats Units.
El 2010, Condorito va ser rellançat amb gran èxit en les edicions sota l'auspici de Copec, recopilant els millors acudits des dels anys 1940 fins a aquell moment i que guardonen els afitxes del Metre de Santiago Xile, instància que es va repetir l'any 2017 amb una nova col·lecció de Copec.
Al febrer de 2019, l'Editorial Televisa, distribuïdora que edita les revistes des de 1994, tanca i la revista deixa d'editar-se quinzenalment, com es feia des de 1989, passant els drets de publicació a Origo Ediciones. Aquest mateix any, es realitza una nova campanya conjunta amb Metre de Santiago, que va finalitzar a causa de les protestes de l'Esclat social.

### Mort
Els seus darrers anys els va dedicar a supervisar i corregir el material que havia de visar per a les editorials que produïen la seva obra.
Va morir de càncer de gola el 14 de juliol de 2000, a 88 anys al costat de la seva família. Les seves cendres van ser deixades al mar davant de casa seva del Quisco. La seva creació no va desaparèixer i ha esdevingut objecte de culte.